# Batjauwvis
De batjauwvis (Rachycentron canadum) is een straalvinnige vissensoort uit de familie van de  cobia's (Rachycentridae). De wetenschappelijke naam van de soort is gepubliceerd in 1766 door Linnaeus.
De batjauwvis is een oceanodrome zee- of brakwatervis die met riffen geassocieerd wordt. De vis wordt tot op een diepte van 1200 meter aangetroffen in tropische en subtropische wateren van de hele aardbol, behalve de oostelijke Grote Oceaan.
De vis wordt tot 200 cm lang, hoewel een lengte van 110 cm vaker voorkomt. Het gewicht kan 68 kg bedragen.
De vis komt in verschillende leefomstandigheden voor, boven modder, zand of grind, bij koraalriffen en bij rotsige kusten of mangroven. Hij voedt zich met krabben, vissen en pijlinktvissen. De vis komt weinig in groepen voor en wordt meestal als enkeling gevangen. Het is een goede consumptievis, die vers, gerookt of ingevroren op de markt komt. 